# Alcala de Beni Raxide
Alcala (em árabe: قلعة; romaniz.: Kalaa) ou Alcala de Beni Raxide (Kalaa de Beni Rached), é uma comuna localizada na província de Relizane, Argélia. De acordo com o censo de 2008, a população total da cidade era de 11 659 habitantes.